# Plectris fulva
Plectris fulva är en skalbaggsart som beskrevs av Blanchard 1851. Plectris fulva ingår i släktet Plectris och familjen Melolonthidae. Inga underarter finns listade i Catalogue of Life.